# جونيت اولسيفير
جونيت اولسيفير (بالتركية: Cüneyt Ülsever)‏ هو صحفي وكاتب وخبير اقتصادي تركي ولد عام 1951.

## حياته
ولد في انقره عام 1951.والده ضابطا.وبعد انتهائه من دراسة الثانوية بمدرسة روبرت الخاصة بدأدراسة الاقتصاد في جامعة البسفور.واصل تعليمه في جامعة جونز هويكنز وجامعة كولومبيا.حصل اولسيفر على الدكتوراه في الموارد البشرية من جامعة هارفارد ونال درجة الدكتوراه عام 1983, ثم عاد إلى تركيا، وكان أول شخص ينال الدكتوراه في الموارد البشرية.واثناء تدريبه بالولايات المتحدة الأمريكية أصبح ملحد وتغيرت وجهات نظر مابين مسلم وليبرالي.وقد قام اولسيفر بالعمل ككاتب عمود في التليفزيون والذي نال اخيرا منصبا في جريدة الحرية وقناة سامانيون والقناة السابعة.وكان متزوج وأب لطفليين.

## أعماله
- الأرملة السوداء
- حفيدة البيت القصدير
- تركيا تدعوا لنفسها
- منظور العولمة وتركيا في القرن 21
- لماذا الليبرالية؟
- تطلق على نفسها لقب العالم
- حكم الناس في القرن 21
- الحاج
- كل البشر
- القتل عرجاء الثوري
- جرائم حيصاروستو
- المعترف
- مرأة محطمة
- مرأة عزرائيل
- السيد والعبد